# Feketeszárnyú bíbic
A feketeszárnyú bíbic (Vanellus melanopterus) a madarak osztályának lilealakúak (Charadriiformes) rendjébe, ezen belül a lilefélék (Charadriidae) családjába tartozó faj.

## Rendszerezése
A fajt Philipp Jakob Cretzschmar német ornitológus írta le 1829-ben, a Charadrius nembe Charadrius melanopterus néven. Sorolják a Hoplopterus nembe Hoplopterus melanopterus néven is.

## Alfajai
- Vanellus melanopterus melanopterus (Cretzschmar, 1829)
- Vanellus melanopterus minor (Zedlitz, 1908)[1]

## Előfordulása
A Dél-afrikai Köztársaság, Eritrea, Etiópia, Kenya, Lesotho, Szomália, Szváziföld és Tanzánia területén honos. Természetes élőhelyei a szubtrópusi vagy trópusi füves puszták, szavannák és tengerpartok, valamint legelők, szántóföldek és városias régió. Magaslati vonuló.

## Megjelenése
Testhossza 27 centiméter, testtömege 163–170 gramm.
|  |

## Életmódja
Puhatestűekkel, férgekkel és rovarokkal táplálkozik, néha kisebb halakat is fogyaszt.

## Természetvédelmi helyzete
Az elterjedési területe rendkívül nagy, egyedszáma viszont csökken, de még nem éri el a kritikus szintet. A Természetvédelmi Világszövetség Vörös listáján nem fenyegetett fajként szerepel.